# Retrait de buste
Pour les articles homonymes, voir Retrait.
Le retrait de buste est une action de soustraction du buste sur attaque adverse. Il permet de conserver la distance d’action contrairement à un pas de retrait. Certains athlètes utilisent ce mode défensif pour construire leur boxe. Ainsi un vif retrait lors du coup adverse avec un « rappel du tronc » vers l’avant permet d’augmenter la puissance de la riposte. Dans l’histoire de la boxe anglaise de la fin du XXe siècle, le champion anglais Naseem Hamed a révolutionné les « standards » de la boxe (façon de faire en matière de mouvement de buste). Ce dernier utilisait des retraits de buste à l’extrême afin de placer en « retour de tronc » des contre-attaques foudroyantes.

## Illustration enboxe

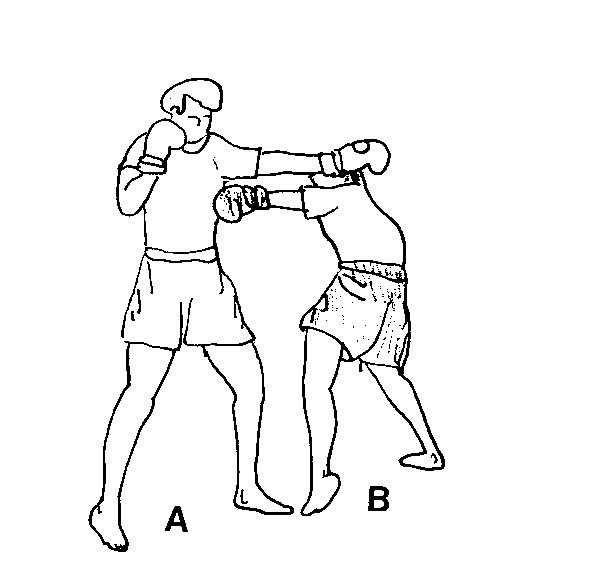
Retrait latéral de buste
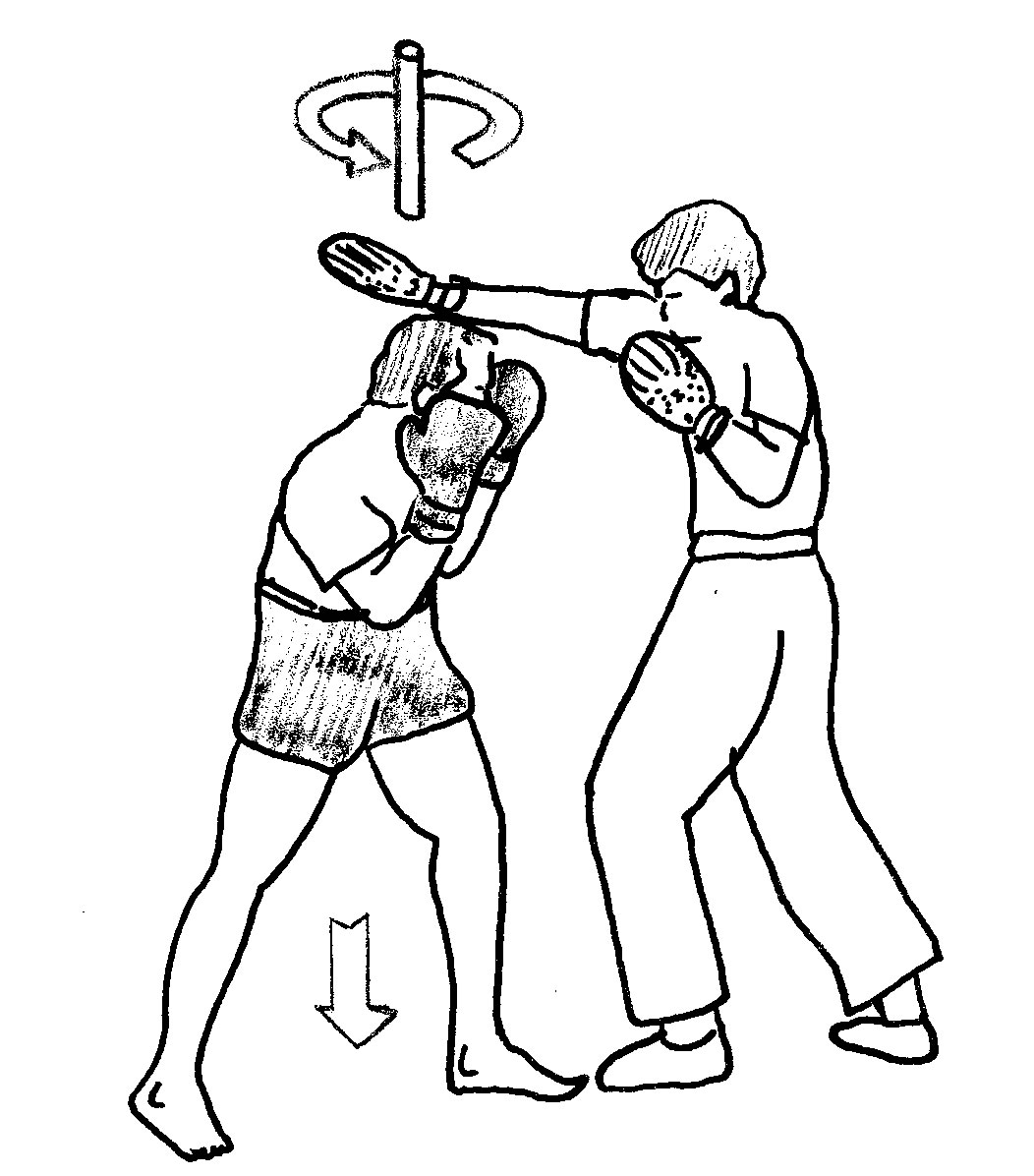
Retrait par abaissement
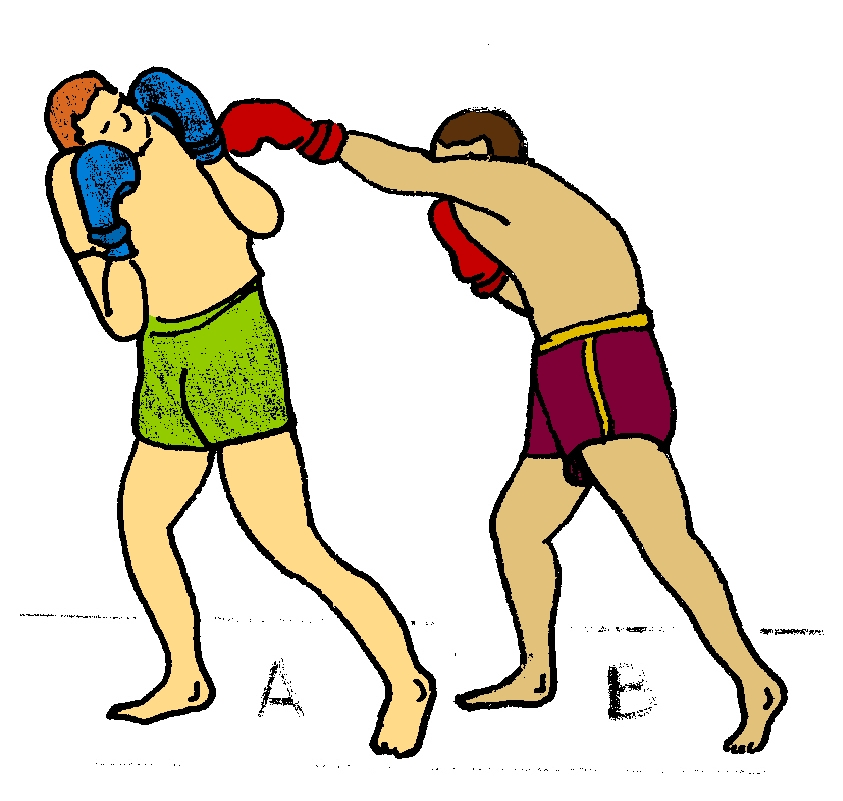
Retrait en arrière avec protection de l’épaule et du bras
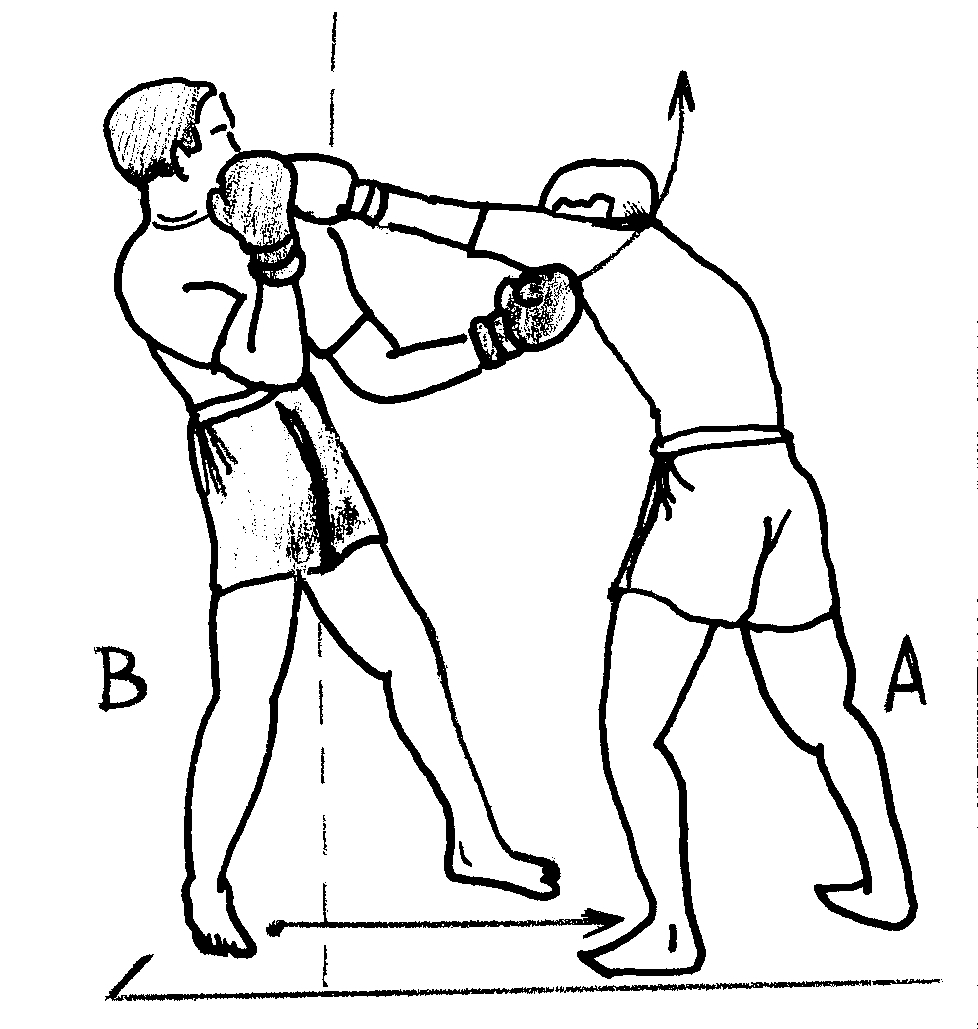
Retrait de buste en arrière avec riposte en uppercut

## Sources
- Georges Blanchet, Boxe et sports de combat en éducation physique, Ed. Chiron, Paris, 1947
- Alain Delmas, 1. Lexique de la boxe et des autres boxes (Document fédéral de formation d’entraîneur), Aix-en-Provence, 1981-2005 – 2. Lexique de combatique (Document fédéral de formation d’entraîneur), Toulouse, 1975-1980.
- Jack Dempsey, Championship fighting, Ed. Jack Cuddy, 1950
- Gabrielle & Roland Habersetzer, Encyclopédie des arts martiaux de l'Extrême-Orient, Ed. Amphora, Paris, 2000
- Louis Lerda, J.C. Casteyre, Sachons boxer, Ed. Vigot, Paris, 1944